# Hopea vacciniifolia
Hopea vacciniifolia är en tvåhjärtbladig växtart som beskrevs av Ridley och Peter Shaw Ashton. Hopea vacciniifolia ingår i släktet Hopea och familjen Dipterocarpaceae. Inga underarter finns listade i Catalogue of Life.